# Mniejszość polityczna
Mniejszość polityczna – mała liczebnie grupa społeczna wyodrębniona ze względu  na obiektywną cechę stanowiąca mniej niż 50% ludności państwa, posiadająca świadomość  własnej tożsamości i odrębności oraz wyrażająca chęć jej utrzymania, dysponująca własną partią polityczną. dąży do udziału swych przedstawicieli w pracach parlamentu, organu samorządu terytorialnego zabiegając o podejmowanie decyzji uwzględniających jej interesy. Ich istnienie jest jednocześnie wyrazem pluralizmu społeczeństwa. Do najlepiej zorganizowanych należą mniejszości wyznaniowe i narodowe. Samo pojęcie ma wymiar obiektywny- (istnienie grupy charakteryzującej się wspólnymi cechami) i subiektywny (poczucie tożsamości i odrębności).